# لامی (شرکت)
لامی (انگلیسی: Lamy) شرکت نوشت‌افزار آلمانی است، که در سال ۱۹۳۰ توسط جوزف لامی تأسیس شد. وی نمایندگی فروش محصولات شرکت پارکر پن کمپانی را در آلمان در اختیار داشت و بعدها با خریداری شرکت اورتوس، برند لامی را راه‌اندازی کرد. این کسب‌وکار توسط فرزندان لامی ادامه پیدا کرد. دفتر مرکزی شرکت لامی در شهر هایدلبرگ قرار دارد.